# 群青 (谷村新司の曲)
「群青」（ぐんじょう）は谷村新司の楽曲で、4枚目のシングル。1981年7月5日にポリスター / Casablancaから発売された。

## 概要
表題曲は1981年8月に公開された東宝映画『連合艦隊』の主題歌として書き下ろされた。
当映画の監督である松林宗恵から作曲の依頼を受けた際に谷村は、戦争という重いテーマを扱った内容であることから即座に承服する事が出来ず、一度は依頼を断ったが、松林は主題歌を書いてもらうのは谷村以外考えられないとして時間をかけて自身の思いを話し、谷村を説得した。曲は戦争によって海に散った子に対する深い哀惜の念を、残された親の目線で謳ったものとなっている。
編曲を手掛けた服部克久が2020年6月に逝去した際に谷村は、「『昴』『群青』は、服部先生だからこそ出来た素晴らしい編曲によって代表曲となりました。寂しい気持ちでいっぱいですが、先生と一緒に作った作品を宝物とし、心からの感謝を込めて歌い続けていきたいと思っています。」とコメントを残した。
ねとらぼ調査隊が2023年4月16日から4月23日にかけて実施した「谷村新司のシングルで好きな曲は？」のアンケートにおいて、「群青」は第1位となった。

## 収録曲
全作詞・作曲：谷村新司　編曲：服部克久
1. 群青（6:30）
2. 愛（4:41）

## 参考資料
- 高井英幸『映画館へは、麻布十番から都電に乗って。』角川書店、2010年11月。ISBN 978-4-04-885080-3。